# Alhambra Creek
Alhambra Creek és un rierol del Comtat de Contra Costa, de l'est de la badia de San Francisco, al nord de Califòrnia.

## Geografia
El rierol desemboca a l'estret de Carquinez a Martinez, a través de l'històric Arroyo del Hambre. L'Alhambra Creek i la seva vall prenen el seu nom de la Cañada del Hambre, nom en castellà de "vall de la fam", aparentment a causa d'alguns incidents que impliquen soldats espanyols famolencs. El nom apareix repetidament a diseños i al Rancho Cañada del Hambre y Las Bolsas. Encara que tècnicament Alhambra Creek només es refereix al als 3 quilòmetres de la secció superior, i que la Junta de Noms Geogràfics dels Estats Units va confirmar el 1943 Arroyo del Hambre com el nom de la part baixa del rierol, a la Senyora de John Strentzel, madrastra de John Muir, no li agradava el nom i va canviar el nom de la part baixa pel d'Alhambra Creek. Actualment tot el rierol és conegut popularment com a Alhambra Creek, i Arroyo del Hambre i Franklin Creek són considerats afluents seus.
La conca de l'Alhambra Creek cobreix aproximadament 430 km² de la part nord del centre del Comtat de Contra Costa, i part de la ciutat de Martinez. Les branques combinades flueixen a través de la vall de Briones, valls que contenen espai obert, hàbitat de vida silvestre, àrees residencials i comercials, pel centre de Martínez i finalment aboquen les seves aigües a l'estret de Carquinez, a través d'un aiguamoll del Parc Martinez Regional Shoreline.

### Curs
L'Alhambra Creek neix a les Briones Hills, dins del Parc Regional Briones. L'aigua brolla d'un túnel al vessant del turó. El túnel va ser fet anys enrere, per tractar d'aprofitar el que els especuladors van creure que era un gran riu subterrani que provenia de les Sierras. La idea era que les llacunes de Briones Crest representessin un gran magatzem subterrani d'aigua. Aquesta “veta mare d'aigua” va resultar ser il·lusòria i el túnel es va abandonar.
La distància lineal des de la font on neix l'Alhambra Creek fins a la seva desembocadura és de 10 km. Els 3 primers quilòmetres descendeixen dels 300 metres als 60 metres. En aquest punt, se li uneix l'Arroyo del Hambre, el qual prové d'una alçada de 300 metres, a 5 quilòmetres a l'oest. A l'Arroyo del Hambre en el seu camí cap a l'Alhambra Creek, se li uneixen diversos afluents, entre els que es troba el Vaca Creek. El Franklin Creek s'uneix a l'Alhambra Creek uns 3 quilòmetres més avall de la confluència entre l'Alhambra Creek i l'Arroyo del Hambre. El Franklin Creek drena un subconca d'aproximadament la mateixa mida que les de la part superior de l'Alhambra Creek i l'Arroyo del Hambre combinades. Neix a 5 quilòmetres al nord-oest de la seva confluència amb l'Alhambra Creek i flueix cap al sud-est a través del Canyó Franklin, posteriorment gira cap al nord fluint a través del John Muir National Historic Site i s'uneix a l'Alhambra Creek entre l'Avinguda Walnut i l'Alhambra Way. A la conca no hi embassaments ni indústria pesant. Hi ha una refineria de petroli que es troba just a sobre de la carena cap a l'est, i dues vies fèrries i una autopista creuen la conca.

## Castors a l'Alhambra Creek: passat i present

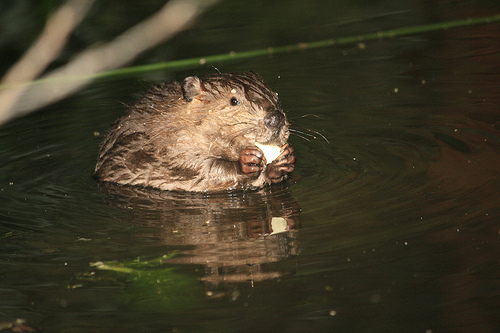
Una cria de castor de 3 setmanes nedant a l'Alhambra Creek (juny de 2010)

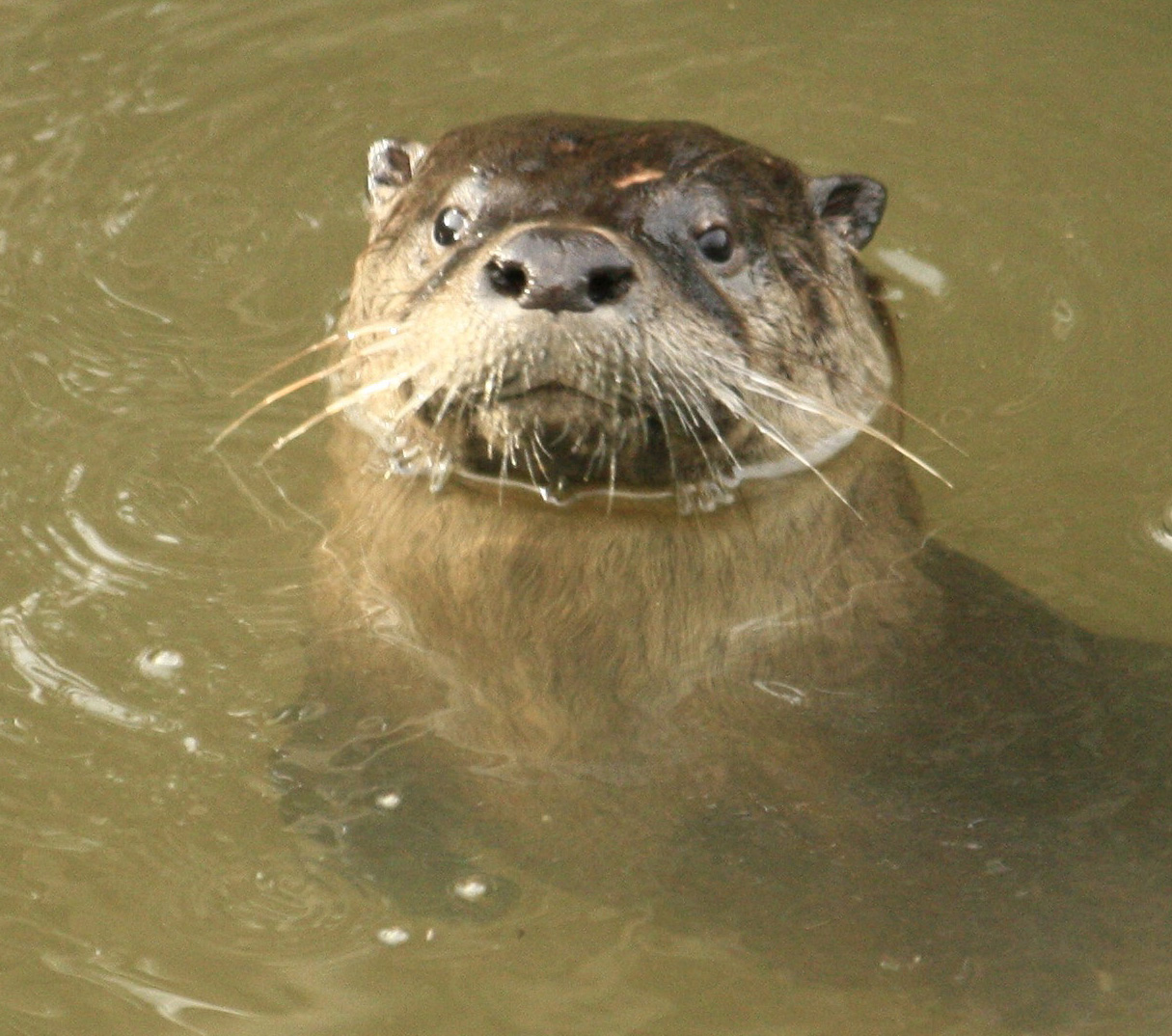
Llúdria a un estany de castor de l'Alhambra Creek (2008)

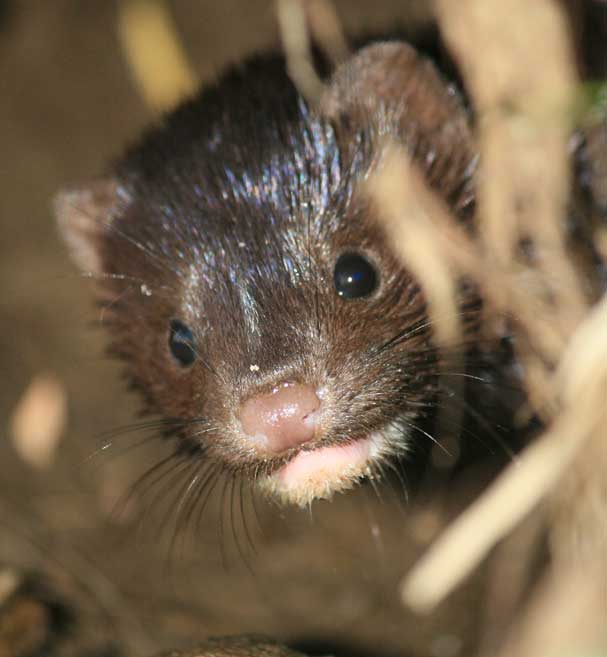
Visó a un estany de castor de l'Alhambra Creek (2009)

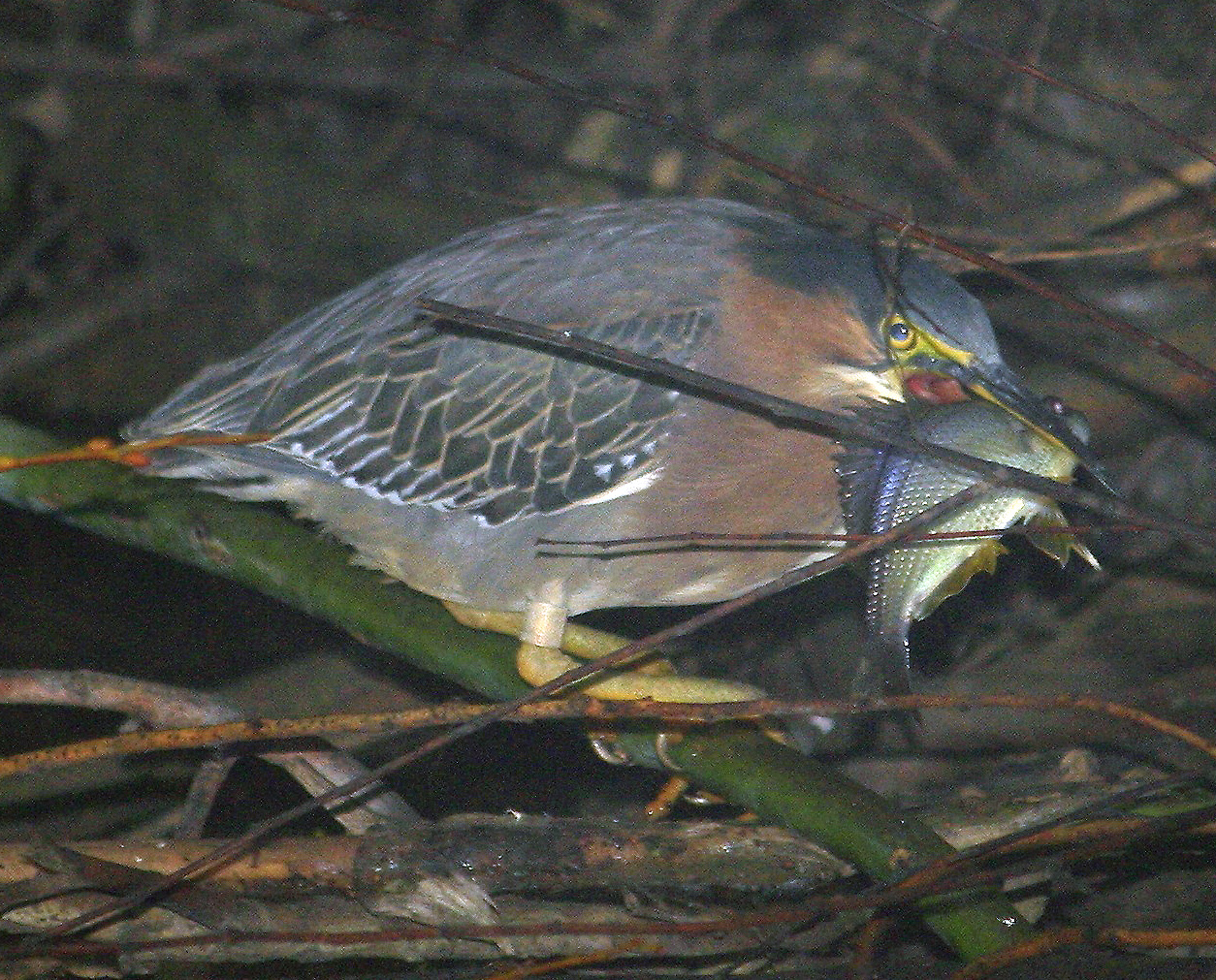
Un martinet verd capturant el primer Hysterocarpus traskii registrat (2010)

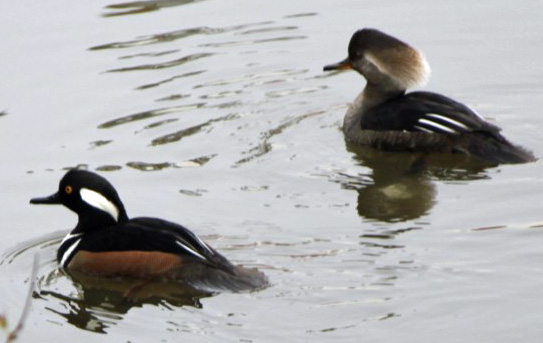
Bec de serra coronat a un estany de castor de l'Alhambra Creek (desembre de 2010)

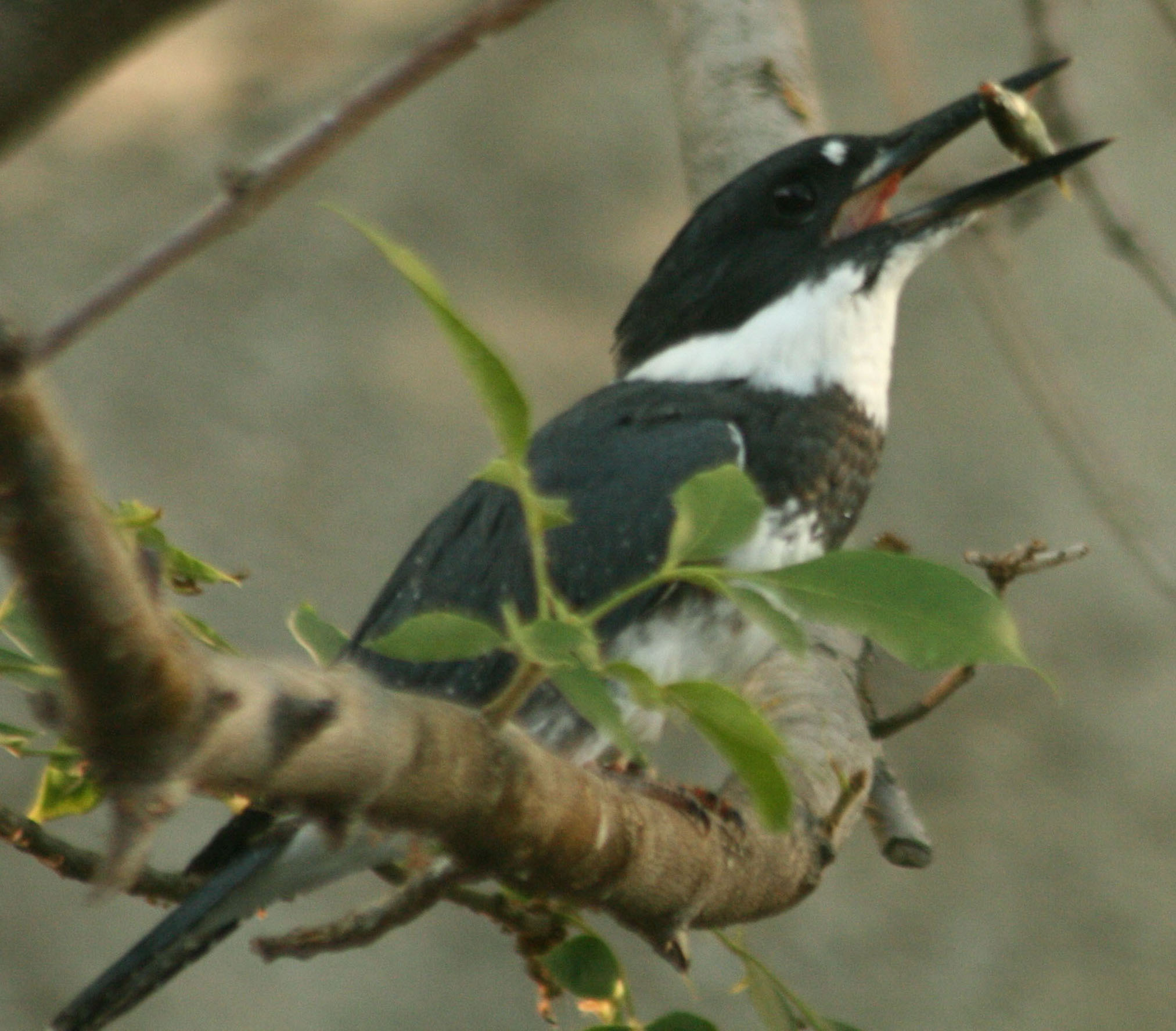
Alció blau menjant peix sobre un estany de castor a l'Alhambra Creek

El 2006, un mascle i una femella de castor van arribar a Alhambra Creek al centre de Martínez. Els castors va construir una presa de 9 metres d'ample i 2 metres d'altura, i van mastegat la meitat dels salzes i altres arbres de ribera que la ciutat havia plantat com a part del seu projecte de 9.7 milions de dòlars de 1999 de control de les inundacions. L'ajuntament va voler treure als castors a causa dels temors d'inundacions. Irònicament la pitjor inundació des de l'inici del projecte de control d'inundacions va ser el 2005, dos anys abans de l'arribada dels. Els residents locals es van organitzar per protegir-los, formant una organització anomenada Worth a Dam (en català, "Val la pena una presa"). Resolució va incloure la instal·lació d'un dispositiu de flux de canonada a través del dic de castors, de manera que el nivell de l'aigua de l'estany no arribés a ser excessiu. Ara protegida, els castors han transformat l'Alhambra Creek des d'un degoteig a múltiples preses i estanys de castor, que al seu torn, va donar lloc al retorn de nombroses aus, la truita arc de Sant Martí i la llúdriga de riu el 2008, i el visó el 2009. Exemples de l'impacte del castor com una espècie clau en 2010, inclouen el martinet verd, la captura d'una perxa tule, el primer albirament registrat d'una perca a l'Alhambra Creek i l'arribada al desembre d'un parell de becs de serra coronat (veure fotos). Els castors s'han tingut cries cada any des de la seva arribada el 2006. No obstant això, el juny de 2010, després de donar a llum i deslletar trigèmins aquell any (i quadrigèmins els 3 anys anteriors), la "mare castorr" va morir de causes naturals.
El novembre de 2009, l'ajuntament de Martínez va aprovar la col·locació d'un mural de 81 rajoles de la vida silvestre al pont del carrer Escobar. El mural va ser creat pels escolars i donat per Worth a Dam per recordar als castors i altres animals a l'Alhambra Creek.
Els castors de Martinez probablement es van originar al delta dels rius Sacramento-Sant Joaquín. Històricament, abans de la Febre de la Pell de Califòrnia de finals del segle xviii i principis del segle xix, el Delta probablement tingués la major concentració de castors d'Amèrica del Nord. Més que qualsevol altre factor, el comerç de pells a Califòrnia va ser el que va obrir l'Oest, i l'Àrea de la Badia de San Francisco en particular, al comerç mundial. Espanyols, francesos, anglesos, russos i nord-americans van participar en el comerç de pells de Califòrnia abans de 1825, capturant quantitats prodigioses de castor, llúdriga, marta, visó, guineu, mostela, llop marí i llúdriga marina. Quan la indústria pelletera costanera i oceànica van començar a declinar, l'atenció es va centrar en els recursos de pell de l'interior de Califòrnia. Entre 1826 i 1845 la Companyia de la Badia de Hudson va enviar anualment grups des de Fort Astoria i Fort Vancouver a les valls de Sacramento i San Joaquín i fins a French Camp al riu San Joaquín. Aquestes expedicions de captura van haver de ser molt rendible per justificar el llarg viatge per terra cada any. Sembla que el castor era un dels animals capturats més valorats, i pel que sembla es trobava en abundància. Thomas McKay va informar que en un any la Companyia de la Badia de Hudson havia obtingut 4.000 pells de castor a les ribes de la badia de San Francisco. En aquell moment, aquestes pells es venen per 2.50 dòlars la lliura o 4 dòlars la peça. La zona de pas del Delta, és probablement on McKay va tenir tant èxit, en lloc de la pròpia badia. El 1840, l'explorador Thomas Farnham va escriure que els castor eren molt nombrosos a prop de les desembocadures dels rius Sacramento i Sant Joaquim i en als centenars de illes petites "cobertes de juncs". Farnham, que havia viatjat molt per l'Amèrica del Nord, va dir: "Probablement no hi ha cap lloc de la mateixa magnitud a tot el continent d'Amèrica, que contingui tant d'aquests animals tant buscats".

## Història humana i desenvolupament
Des de fa uns 8.000 anys, els natius americans (Miwok i Costanoan), van caçar, pescar i obtenir aliments als turons i als aiguamolls de l'Alhambra Creek. L'ús d'incendis forestals iniciats intencionadament es va convertir en una pràctica comuna per maximitzar la productivitat de la terra per a la caça i la recol·lecció de llavors. No obstant això, a finals del segle xviii aquesta forma de vida va començar a esvair-se a mesura que les primeres onades de colonitzadors espanyols es van traslladar a la zona de la badia. Aquest va ser l'inici de 200 anys de canvis ràpids, ja que tota la zona de la Badia es va transformar d'un paisatge nadiu escassament poblat a un entorn urbanitzat manipulat i densament poblat. L'Arroyo del Hambre (Alhambra Creek) i els seus afluents es troben dins dels límits de dos grans concessions de terres mexicanes que es van establir entre principis i mitjans del segle xix. La ciutat de Martínez a la desembocadura de la conca era part del Ranxo El Pinole propietat de la família Martínez. Encara existeix avui en dia un gran aiguamoll a la desembocadura del rierol encara que significativament reduïda en grandària. La ciutat va ser fundada el 1849 en 120 acres (0,49 km²) al llarg de la zona d'inundació del rierol i ha experimentat nombroses inundacions estacionals, entre lleus i greus, des de llavors. Més amunt a la conca, la família Briones posseïa el Ranxo de la vall de Briones (una concessió de terra de 1852), una part dels quals va esdevenir el Parc Regional de Briones de 21 km². La ramaderia va ser l'ús predominant de la terra a la conca durant els primers anys de la colonització, seguida de l'establiment d'horts i vinyes en els sòls més rics de la vall d'Alhambra. Cap a 1920, s'enviaven anualment una mitjana de 150 vagons de peres, 30 cotxes de raïms i 20 cotxes d'albercocs i prunes, convertint la vall d'Alhambra en una de les majors productores de peres del seu temps.
El John Muir National Historic Site, situat a Martínez, Califòrnia, conserva la mansió de 14 habitacions, on vivia el naturalista i escriptor John Muir, així com els 325 acres de bosc de roure i pastures que l'envolten, històricament propietat de la família Muir. El lloc principal està als límits de la ciutat, a l'ombra de la Ruta Estatal 4, també coneguda com la "John Muir Parkway". La mansió va ser construïda el 1883 pel prominent metge i horticultor Dr. John Strentzel, padrastre de Muir, amb qui es va associar Muir, gestionant el seu ranxo de fruita de 11 km².
La conca alta va ser la font original de l'Alhambra Bottled Water Company (empresa embotelladora d'aigua). Vers 1897, Loren M. Lasell va comprar 1,2 km² al Canó Vaca a la part superior de la vall d'Alhambra. Hi havia aigües termals de sofre, aigües clares i un petit complex. El 1902, el Sr. Lasell va construir una canonada galvanitzada de 2 polzades des de la font fins a una planta embotelladora al centre de Martínez davant de l'estació de tren, a uns 10 km. La Companyia d'Aigua d'Alhambra havia nascut. A mesura que el negoci creixia, es van utilitzar vagons revestits de vidre per portar l'aigua a les plantes embotelladores d'Oakland i San Francisco. Avui en dia, Alhambra Water prové d'altres llocs.
El desenvolupament residencial s'ha estès des del centre de Martínez fins a la conca: en la dècada de 1920, va arribar a la vall fins a la Ruta Estatal de Califòrnia 4, en la dècada de 1960 es va estendre al sud de la Ruta Estatal de Califòrnia 4 i fins a la vall d'Alhambra, i en els anys 1980 i 1990 es va traslladar cap a les muntanyes a la conca superior.

## Geologia
La geologia de la conca de l'Alhambra Creek va donar i continua donant forma al paisatge. El llit de roca de la zona es va dipositar originalment com a capes de sorra i fang a les profunditats de l'oceà. Amb el temps, des de fa gairebé 100 milions d'anys fins fa 10 milions d'anys, les capes de sediments acumulats, van ser enterrades, comprimides i es van convertir en pedra. Més tard, aquestes roques es van plegar i van sorgir els turons de l'est de la badia. A mesura que els turons creixien, l'erosió desgastava les roques, tallant valls a les pissarres toves i deixant les pedres sorrenques més dures com a turons. La formació de Briones i altres unitats geològiques tenen fòssils de petxines marines comunes, que ens diuen que inicialment eren capes de sorra en un mar poc profund. La formació de Martínez rep el nom de la ciutat. La formació del Hambre rep el nom del Arroyo del Hambre Creek. Probablement el canvi més dramàtic geològic fet per l'home és l'ampliació de la zona d'inundació de la badia, creant pràcticament tota la terra ara al nord de Main Street. Aquest va ser construït de grans volums de sediments que baixaven pel riu Sacramento, com a resultat de la mineria hidràulica a Sierra Nevada durant la febre de l'or de Califòrnia, i augmentant probablement el vessament del pròpi Alhambra Creek. Mapes de 1850 mostren la línia de costa que serpenteja entre els carrers Main i Escobar. Al llarg de l'Alhambra Creek al carrer Escobar el 1998, l'escorriment va erosionar les riberes revelant capes de sorra i llim amagades de la intempèrie d'un gruix de 3 metres, el que probablement reflecteix la sedimentació de l'època de la febre de l'or. Tota la zona al nord és igualment terra nova dipositada a la desembocadura de la riera.

## Habitat i conservació

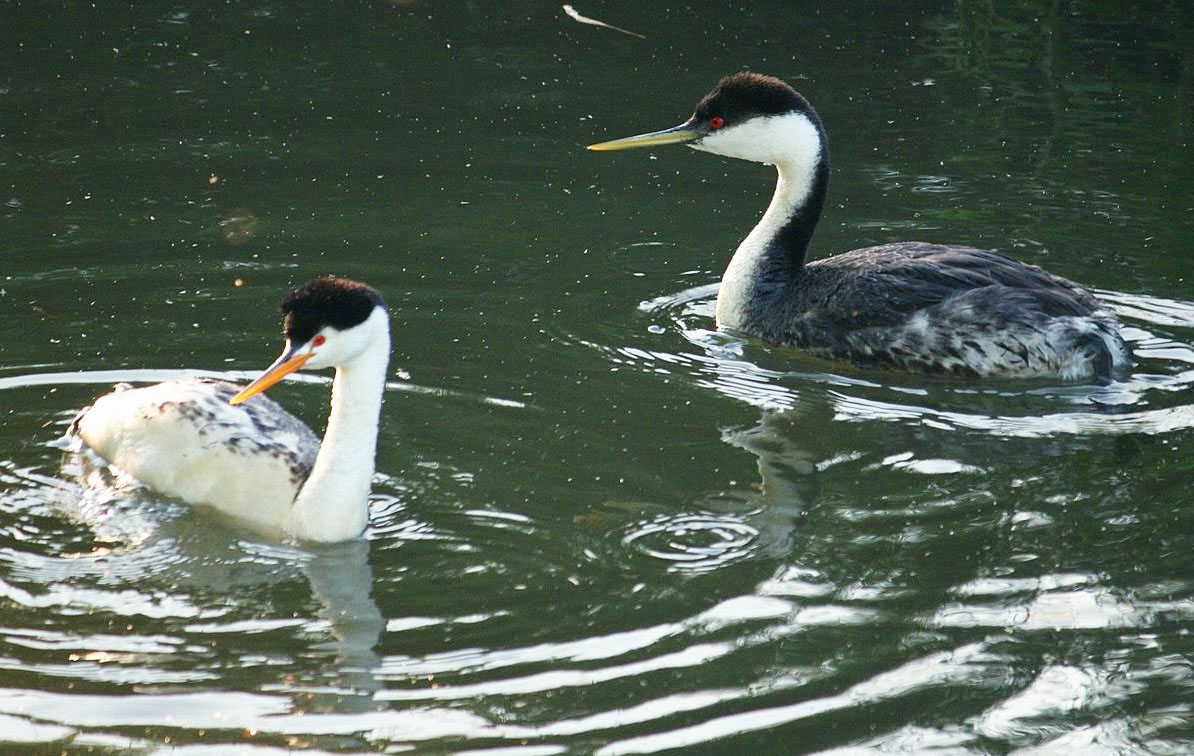
Un cabussó carablanc (esquerra) i cabussó nord-americà comú (dreta) nedant a un estany de castor

Hi ha dues comunitats de plantes que comprenen cadascuna aproximadament la meitat de la conca de l'Alhambra Creek, boscos de roures costaners al nord i als vessants orientades a l'est i pastures anuals de Califòrnia a les crestes altes i seques als vessants i orientades al sud i a l'oest. Els arbres més comuns que es troben en els boscos de roure són l'alzina de Califòrnia, el roure blau, el roure de les valls, el llorer de Califòrnia, Heteromeles arbutifolia i el castanyer d'Índia. En aquests boscos, una àmplia varietat d'altres plantes creixen sota dels arbres, formant un sotabosc. Entre aquestes plantes s'inclouen una varietat d'herbes natives i introduïdes, herbàcies i petits arbustos. Entre les plantes del sotabosc natives més comunes es troben Nassella pulchra, bromus cua de guilla, Eriophyllum confertiflorum i Toxicodendron diversilobum. Les herbes natives que han evolucionat durant milions d'anys van dominar les praderies de Califòrnia, però els canvis en la freqüència i la intensitat del foc, la introducció de pastures competitives provinents de les terres que envolten el mar Mediterrani, i els canvis en la forma en què els ramats pasturaven, van conduir a una conversió completa de les espècies que decoren les praderies. Actualment, les herbes anualment introduïdes des d'Europa, dominen les praderies de Califòrnia, mentre que les herbes natives cobreixen només una porció menor. Les praderies de la conca del l'Alhambra Creek també suporten una àmplia gamma de flors silvestres. Moltes d'aquestes flores silvestres creixen millor quan són moderadament pasturades pels animals salvatges i els ramats.
Els cérvols utilitzen els boscos densos per alimentar-se, així com la cobertura i l'ombra que ofereixen. Alhora, els coiots i els pumes s'alimenten dels cérvols. Un gran nombre d'espècies d'aus utilitzen els arbres i els arbustos per alimentar-se, com a cobertura i per niar. Els ossos rentadors i les mofetes també viuen als boscos de roure de la costa, i s'alimenten de petits mamífers (com els ratolins), insectes i vegetació. Un punt d'alimentació utilitzat amb freqüència es troba a prop del Carquinez Scenic Drive (un pista per bicicletes), just a l'oest del límit de la conca. Les marmotes són espècies clau per les pastures, i serveixen com una important font d'aliment per al coiot, l'aligot de cua roja, el xoriguer i l'àguila daurada.
Al llarg de les ribes de l'Alhambra Creek, arbres com els salzes, els pollancres, els plàtans, els aurons i els roures de les valls són freqüents en els boscos de ribera. Creixent sota els arbres hi ha una varietat d'arbustos que inclouen el saüc, Rubus ursinus i Rosa californica. El castor ha recolonitzat recentment l'Alhambra Creek i és una espècie clau, ja que els seus caus allotgen la truita arc de Sant Martí i altres peixos, ocells, llúdries i visons. És molt probable que històricament hi hagués una població de salmó i truita arc de Sant Martí a l'Alhambra Creek, ja que eren peixos típics dels corrents de l'àrea de la badia. La Martinez Packing Company es va establir el 1882 i conservava i enviava per vaixell al voltant de 350 caixes de salmó per dia. La pesca comercial local va prosperar amb les grans migracions del salmó fins al sistema dels riu Sacramento i San Joaquín.
Als aiguamolls costaners hi ha un altre tipus de comunitat vegetal a la desembocadura de l'Alhambra Creek, on hi dominen el paisatge les herbes salades. Reithrodontomys raviventris, una espècie de rosegador en perill, viu en aquestes àrees. Un nombre d'aus costaneres també hi nien als aiguamolls, construint els seus nius a terra, ja que no hi ha arbres que puguin sobreviure en els sòls salins. És per això que els gossos no estan permesos a la desembocadura de l'Alhambra Creek.
Antigament vagaven per l'àrea l'ós bru i l'ós negre. L'albirament d'ossos negres en l'àrea de la conca superior, prop de la Bear Creek Road era comú fins a les dècades de 1930 i 1940. Cap a la dècada de 1950, era una creença generalitzada que els ossos havien desaparegut de la regió. El 1965 però, un os va ser atropellat per un cotxe i va morir a la carretera de la presa de San Pablo. La memòria d'aquest últim os de Contra Costa es conserva en forma d'una pell d'os al terra d'una casa de ranxo de la zona.
El 1997, la conservació de les conques hidrogràfiques va començar de debò quan es va establir el Consell de la Conca de l'Alhambra Creek (Alhambra Creek Watershed Council - AWC) per crear el Pla de Gestió de la Conca de l'Alhambra Creek (2001). La missió del grup era per protegir i millorar la salut de la conca de l'Alhambra Creek mitjançant l'educació del públic sobre la conca, actuant com un recurs de la comunitat, i proporcionant un espai per a les noves idees i projectes. En representar diversos interessos dels participants i la promoció dels sistemes naturals sans, l'AWC cerca la salut i vitalitat de tota la comunitat de la conca. El Comtat, Friends of Alhambra Creek, National Park Service, Muir Heritage Land Trust, els residents, la Martinez Planning Commission i l'Alhambra Valley Improvement Association són alguns dels participants actius.